# Doryctes subapterus
Doryctes subapterus är en stekelart som först beskrevs av Maximilian Spinola 1851.  Doryctes subapterus ingår i släktet Doryctes och familjen bracksteklar. Inga underarter finns listade i Catalogue of Life.